# Seis Naciones Femenino 2023
El Seis Naciones Femenino 2023, también conocido como 2023 TikTok Women's Six Nations, fue la 28.ª edición del Campeonato Femenino de las Seis Naciones. 
Se disputó entre el 25 de marzo y el 29 de abril de 2023.

## Participantes
- Escocia
- Francia
- Gales
- Inglaterra
- Irlanda
- Italia

## Clasificación
| Pos. | País       | Partidos | Partidos | Partidos  | Partidos | Anotación | Anotación | Anotación  | Puntos Bonus | Puntos |
| Pos. | País       | Jugados  | Ganados  | Empatados | Perdidos | A favor   | En contra | Diferencia | Puntos Bonus | Puntos |
| ---- | ---------- | -------- | -------- | --------- | -------- | --------- | --------- | ---------- | ------------ | ------ |
| 1    | Inglaterra | 5        | 5        | 0         | 0        | 271       | 48        | +223       | 8            | 28     |
| 2    | Francia    | 5        | 4        | 0         | 1        | 202       | 67        | +135       | 5            | 21     |
| 3    | Gales      | 5        | 3        | 0         | 2        | 118       | 135       | –17        | 3            | 15     |
| 4    | Escocia    | 5        | 2        | 0         | 3        | 94        | 178       | –84        | 2            | 10     |
| 5    | Italia     | 5        | 1        | 0         | 4        | 72        | 162       | –90        | 0            | 4      |
| 6    | Irlanda    | 5        | 0        | 0         | 5        | 25        | 192       | –167       | 0            | 0      |

Nota: Se otorgan 4 puntos al equipo que gane un partido, 2 al que empate y 0 al que pierda
Puntos Bonus: 1 punto por convertir 4 tries o más en un partido y 1 al equipo que pierda por no más de 7 tantos de diferencia
3 puntos extras si un equipo logra el Gran Slam

## Desarrollo

### Primera fecha
| 25 de marzo | Gales | 31 - 5  | Irlanda |  |  |
|             |       | Reporte |         |  |  |

| 25 de marzo | Inglaterra | 58 - 7  | Escocia |  |  |
|             |            | Reporte |         |  |  |

| 26 de marzo | Italia | 12 - 22 | Francia |  |  |
|             |        | Reporte |         |  |  |

### Segunda fecha
| 1 de abril | Irlanda | 3 - 53  | Francia |  |  |
|            |         | Reporte |         |  |  |

| 1 de abril | Escocia | 22 - 34 | Gales |  |  |
|            |         | Reporte |       |  |  |

| 2 de abril | Inglaterra | 68 - 5  | Italia |  |  |
|            |            | Reporte |        |  |  |

### Tercera fecha
| 15 de abril | Gales | 3 - 59  | Inglaterra |  |  |
|             |       | Reporte |            |  |  |

| 15 de abril | Italia | 24 - 7  | Irlanda |  |  |
|             |        | Reporte |         |  |  |

| 16 de abril | Francia | 55 - 0  | Escocia |  |  |
|             |         | Reporte |         |  |  |

### Cuarta fecha
| 22 de abril | Irlanda | 0 - 48  | Inglaterra |  |  |
|             |         | Reporte |            |  |  |

| 22 de abril | Escocia | 29 - 21 | Italia |  |  |
|             |         | Reporte |        |  |  |

| 23 de abril | Francia | 39 - 14 | Gales |  |  |
|             |         | Reporte |       |  |  |

### Quinta fecha
| 29 de abril | Inglaterra | 38 - 33 | Francia |  |  |
|             |            | Reporte |         |  |  |

| 29 de abril | Italia | 10 - 36 | Gales |  |  |
|             |        | Reporte |       |  |  |

| 29 de abril | Escocia | 36 - 10 | Irlanda |  |  |
|             |         | Reporte |         |  |  |

| Bandera de Inglaterra |
| Campeón Inglaterra    |
| Décimo noveno título  |